# (12872) Susiestevens
(12872) Susiestevens (1998 OZ5) – planetoida z pasa głównego asteroid okrążająca Słońce w ciągu 3,4 lat w średniej odległości 2,26 j.a. Odkryta 21 lipca 1998 roku.